# Džamal Otarsultanov
Džamal Otarsultanov (rusky Джамал Отарсултанов) nebo (anglicky Jamal Otarsultanov), (14. dubna 1987 v Bujnaksku, Dagestán, Sovětský svaz) je bývalý ruský zápasník – volnostylař dagestáské (čečenské) národnosti, olympijský vítěz z roku 2012.

## Sportovní kariéra
Vyrůstal v obci Solnečnoje, přilehlé k městu Chasavjurt. Zápasit začal v 7 letech pod vedením Amrudina Ajsultanova a později se specializoval na volný styl v Chasavjurtu pod vedením Imampaši Madijeva. Po skončení základní školy se v roce 2004 přesunul do armádního tréninkového centra CSKA v Moskvě. Připravoval se pod vedením Anatolije Margijeva. V ruské seniorské reprezentaci se poprvé objevil v roce 2006. V roce 2008 prohrál nominaci na olympijské hry v Pekingu s Besikem Kuduchovem. V roce 2012 v olympijské nominaci uspěl na úkor Viktora Lebeděva a startoval na olympijských hrách v Londýně. Ve finále porazil Gruzínce Vladimira Chinčegašviliho a získal zlatou olympijskou medaili. Po olympijských hrách přešel do vyšší pérové váhy.

## Výsledky
| Turnaj             | 2006           | 2007           | 2008           | 2009           | 2010           | 2011           | 2012           |
| Turnaj             | 19             | 20             | 21             | 22             | 23             | 24             | 25             |
| Turnaj             | bantamová váha | bantamová váha | bantamová váha | bantamová váha | bantamová váha | bantamová váha | bantamová váha |
| ------------------ | -------------- | -------------- | -------------- | -------------- | -------------- | -------------- | -------------- |
| Olympijské hry     |                |                | —              |                |                |                | 1.             |
| Mistrovství Evropy | 3.             | —              | 1.             | —              | —              | 1.             | 1.             |